# シャロン・コアー
シャロン・コアー（Sharon Corr, MBE, 1970年3月24日 - ）は、アイルランドのミュージシャン。兄妹バンド、ザ・コアーズの長女。大英帝国勲章受勲。
ザ・コアーズでは主にヴァイオリンを担当。6歳の頃からヴァイオリンを習い始め、オーケストラに所属しての活動も行っていた。「あまり真面目な子供ではなく、ヴァイオリンの練習も熱心にはしてこなかった」と語っているが、現在はザ・コアーズのメンバーとしてはもちろん、講師を務めるほどの腕前である。
2005年に音楽活動と慈善活動（献金など）が認められてエリザベス2世に大英帝国勲章メンバーを授与された。
1999年8月に弁護士の男性と結婚し、2006年3月に長男を出産。2007年7月に長女を出産。二児の母。

## ディスコグラフィ

### スタジオ・アルバム
- Dream of You (2010年、Rhino)
- The Same Sun (2013年、BobbyJean)
- The Fool and the Scorpion (2021年、EastWest)